# Балановська
Бала́новська (рос. Балановская) — присілок у складі Верховазького району Вологодської області, Росія. Входить до складу Нижньо-Вазького сільського поселення.

## Населення
Населення — 14 осіб (2010; 11 у 2002).
Національний склад (станом на 2002 рік):
- росіяни — 91 %